# Computergeheugen

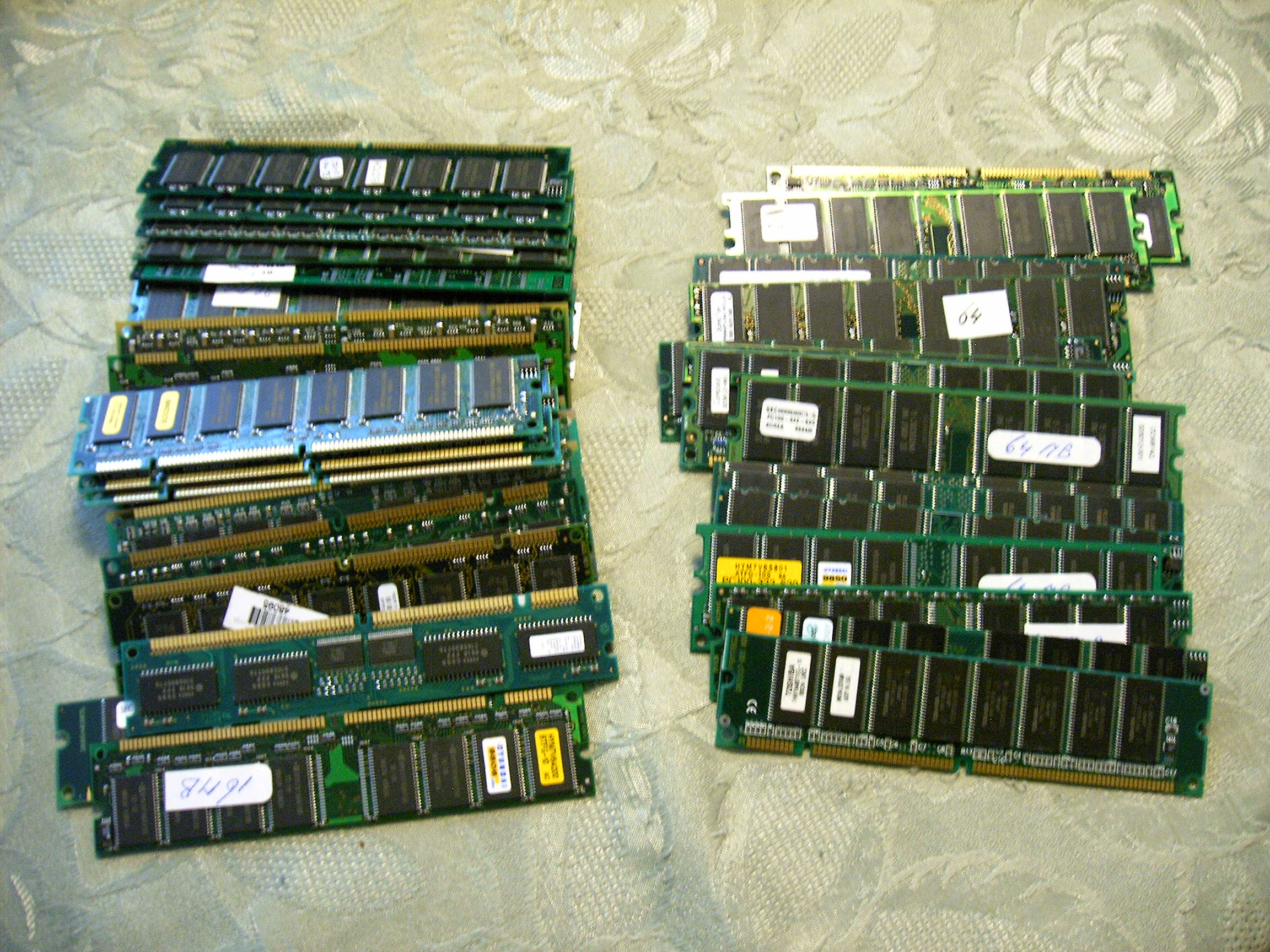
Een stapel geheugenmodules met geheugen-IC's

Met computergeheugen worden onderdelen van een computer aangeduid waarin informatie opgeslagen kan worden voor later gebruik. Zonder de diverse vormen van geheugen zou een computer niet in staat zijn complexe opdrachten uit te voeren. Computergeheugen wordt onderscheiden in intern geheugen en extern geheugen, en ook in vluchtig geheugen en niet-vluchtig (permanent) geheugen.

## Soorten
Intern geheugen van een computer bestaat voornamelijk uit geheugen van het type random-access memory (RAM) en van het type read-only memory (ROM).
- RAM kan zowel gelezen als beschreven worden. RAM vormt de basis voor het werkgeheugen van de computer. Hoe meer RAM er aanwezig is, hoe meer en beter zwaardere programma's zullen werken.
- Pure ROM is niet-vluchtig geheugen dat alleen gelezen kan worden en dat voornamelijk wordt gebruikt om firmware op te slaan, software die niet of nauwelijks aan verandering onderhevig is.
- Programmable read-only memory (PROM) is geheugen dat slechts eenmalig beschreven kan worden en daarna alleen nog maar gelezen;
- Erasable programmable read-only memory (EPROM) is een vorm van PROM met wismogelijkheid, waardoor het geheugen herprogrammeerbaar is (met een EPROM-programmer);
- Electrically erasable programmable read-only memory (EEPROM) is geheugen dat elektronisch opnieuw beschreven kan worden (zonder uit de schakeling gehaald te hoeven worden).

Daarnaast behoort tot het interne geheugen ook
- registergeheugen
- processorcache

Extern geheugen bestaat in velerlei vormen, zoals:
- cd-roms
- digital versatile disc (dvd)
- diskettes
- harde schijf
- magneetband
- SD-kaart
- USB-stick

Oudere vormen van opslag die nu nauwelijks meer gebruikt worden, zijn:
- ponsband
- ponskaarten
- ringkerngeheugen
- trommelgeheugen

## Hiërarchie
De soorten geheugen die een computer heeft zijn te rangschikken aflopend in snelheid en kosten per opgeslagen byte:
- registergeheugen
- processorcache
- random-access memory
- harde schijf
- secundaire opslag (cd, dvd, magneetband)

Veel componenten in een moderne personal computer (pc) bevatten zelf ook geheugen en soms een eigen processor. Veel hardeschijfcontrollers zijn voorzien van een cachegeheugen en videokaarten zijn in het algemeen voorzien van een ruime hoeveelheid videogeheugen.